# Kinect

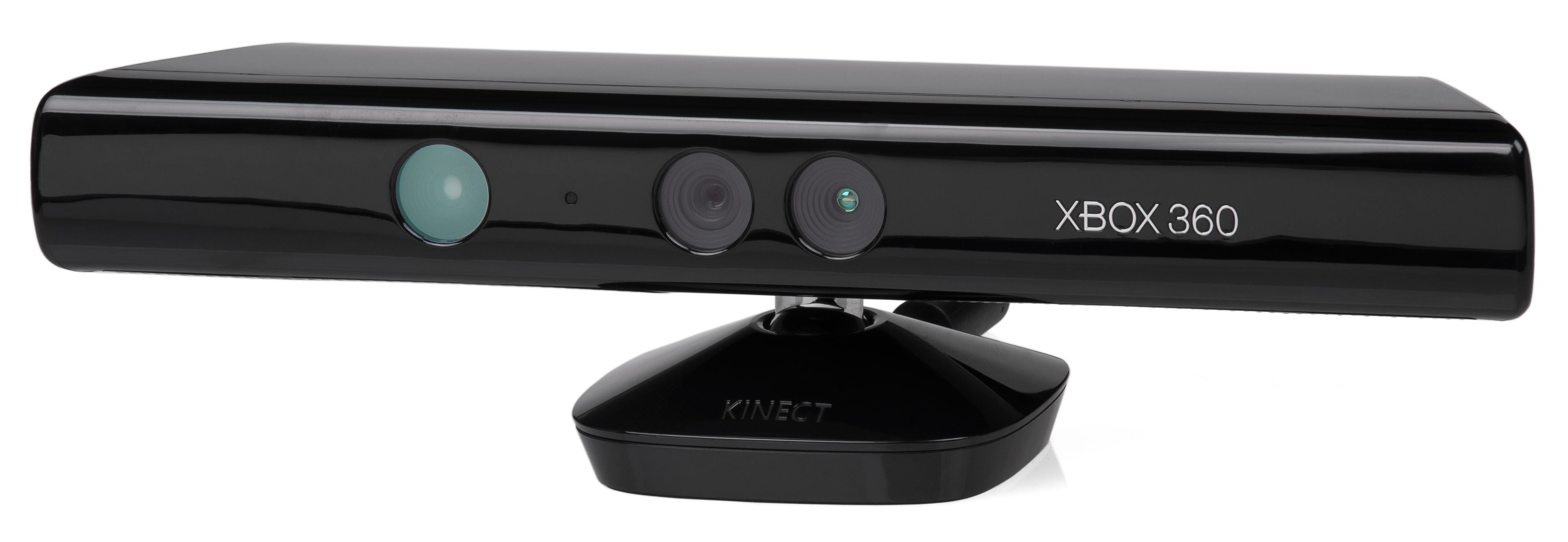
Kinect

Kinect a fost un dispozitiv periferic, care le-a permis utilizatorilor să se folosească de consola Xbox 360 fără ajutorul unui controller fizic, ci doar folosind gesturi ale corpului și comenzi vocale.